# 金鉴
金鉴（1932年10月—），男，满族，北京人，中华人民共和国政治人物。

## 生平
1948年，金鉴加入中国共产党。中华人民共和国成立后，历任中国新民主主义青年团北京市东单区工委书记，共青团北京市委宣传部、组织部副部长，中共中央组织部副处长，中共北京市委常委、市委副秘书长、组织部副部长，中国劳改学会第一届会长。1980年2月至1982年6月，任中国共青团北京市委书记。1984年7月至1987年12月，任中共北京市委副书记。1988年4月至1993年6月，任中华人民共和国司法部副部长。
金鉴是中共第十二、十三届中央候补委员，第八、九届全国政协常委，第八届全国政协民族委员会主任。第九届全国政协民族和宗教委员会主任。

## 社会兼职
金鉴还曾任中国人权研究会副会长、中国监狱学会会长、全国党建研究会顾问。

## 著作
- 《监狱学总论》（主编）
- 《监管改造罪犯研究文集》（主编）